# Swervedriver
Gli Swervedriver sono un gruppo musicale alternative rock inglese, originario di Oxford, attivo principalmente negli anni novanta e riformatosi nel 2008.
Vengono considerati tra i più importanti innovatori del rock britannico dei primi anni novanta, con uno stile che unisce lo shoegaze britannico dell'epoca al proto-punk americano degli Stooges e MC5.

## Storia
Il gruppo si forma ad Oxford nel 1989 sulle ceneri degli Shake Appeal ed è composto da Adam Franklin, Jimmy Hartridge, Paddy Pulzer (sostituito da Graham Bonnar) e Adi Vines. Pubblica alcuni EP tra il 1990 ed il 1991 (Son of Mustang Ford, Rave Down, Sandblasted) prima dell'album di debutto Raise per la Creation di Alan McGee sempre nel 1991.
Differenze di vedute tra i componenti della band e questioni personali portano dopo il primo album ad abbandoni come quelli di Graham Bonner (avvenuto nel bel mezzo di un tour nordamericano nel 1992) e a una nuova formazione per un nuovo album, a seguito della collaborazione con Alan Moulder. Al nucleo composto da Adam Franklin e Jimmy Hartridge, che si ritrovano a dover suonare anche il basso per compensare l'abbandono di Adi Vines, si affianca il percussionista Jez Hindmarsh.
Nel 1993 pubblicano quindi con il nuovo batterista il secondo album, Mezcal Head, seguito nel 1995 da Ejector Seat Reservation che segna il passaggio alla Sony BMG.
Il quarto lavoro 99th Dream esce per Geffen Records nel 1999, segue lo scioglimento del gruppo. Adam Franklin prosegue con il progetto Toshack Highway e poi da solista con un EP ed un album.
Nel 2008 il gruppo si riforma in occasione del Coachella Valley Music and Arts Festival e si esibisce in diverse date. Vengono ripubblicati gli album con alcuni inediti. Pubblicano un singolo completamente nuovo nel settembre 2013 e un album inedito, I Wasn't Born to Lose You, nel marzo 2015.

## Formazione

### Formazione attuale
- Adam Franklin (voce, chitarra)
- Jimmy Hartridge (chitarra)
- Graham Bonnar (batteria)
- Steve George

### Precedenti
- Graham Franklin (voce)
- Adi Vines (basso)
- Paddy Pulzer (batteria)
- Jez Hindmarsh (batteria)
- Danny Ingram (batteria)

## Discografia

### Album
- 1991 - Raise (Creation Records)
- 1993 - Mezcal Head (Creation/A&M Records)
- 1995 - Ejector Seat Reservation (Creation Records)
- 1999 - 99th Dream (Geffen Records)
- 2015 - I Wasn't Born to Lose You (Cobraside)
- 2019 - Future Ruins

### Raccolte
- 2005 - Juggernaut Rides '89–'98